# جوني بورنيت
جوني بورنيت (بالإنجليزية: Johnny Burnette)‏ هو مغني وعازف قيثارة وكاتب أغاني أمريكي، ولد في 25 مارس 1934 في ممفيس في الولايات المتحدة، وتوفي في 14 أغسطس 1964 في كليرلاكي في الولايات المتحدة بسبب غرق.

## وصلات خارجية
- جوني بورنيت على موقع بوكس ريك (الإنجليزية) (registration required)
- جوني بورنيت على موقع IMDb (الإنجليزية)
- جوني بورنيت على موقع ميوزك برينز (الإنجليزية)
- جوني بورنيت على موقع إن إن دي بي (الإنجليزية)
- جوني بورنيت على موقع أول ميوزيك (الإنجليزية)
- جوني بورنيت على موقع ديسكوغز (الإنجليزية)
- جوني بورنيت على موقع قاعدة بيانات الفيلم (الإنجليزية)
- جوني بورنيت على موقع كينوبويسك (الروسية)